# Data definition language
Een data definition language (DDL) is een computertaal voor het definiëren van data. XML-schema is een voorbeeld van een pure DDL (alleen in de context van XML). Een andere DDL wordt gevormd door een deel van de commando's van SQL.
SQL bestaat uit de onderdelen: de data manipulation language (DML), de data control language (DCL) en de data definition language (DDL). Met behulp van SQL/DDL is het mogelijk om de objecten van een relationele database, zoals: TABLE, VIEW, INDEX, SYNONYM, FOREIGN KEY, TRIGGER te definiëren, wijzigen of verwijderen.
Het relationele model is in principe platformonafhankelijk. Dit heeft als voordeel dat de syntaxis van DDL op de verschillende DBMS'en (Oracle, DB2, MySQL, Microsoft SQL Server) veel met elkaar overeenkomt. Uitzondering hierop vormen de parameters, die fysieke raakvlakken hebben, zoals locatie, space, buffers, cache, etc.
DDL-commando's in SQL zijn CREATE, DROP, ALTER, etc... Deze commando's bepalen de structuur van een database, zoals de velden, de tabellen, indexen, relaties en andere. 
- Create - om een nieuwe database, tabel, index of opgeslagen query te maken.
- Drop - om een database, tabel, index of view te verwijderen.
- Alter - om een bestaand databaseobject te wijzigen.